# Platypalpus subnigrinus
Platypalpus subnigrinus är en tvåvingeart som beskrevs av Chvala 1975. Platypalpus subnigrinus ingår i släktet Platypalpus och familjen puckeldansflugor. Inga underarter finns listade i Catalogue of Life.